# Sergio Melillo
Sergio Melillo (Avellino, 16 novembre 1955) è un vescovo cattolico italiano, dal 23 maggio 2015 vescovo di Ariano Irpino-Lacedonia.

## Biografia
Nasce ad Avellino, città capoluogo di provincia e sede vescovile, il 16 novembre 1955, da Giuseppe e Lea Matarazzo.

### Formazione e ministero sacerdotale
Dopo un periodo di lavoro nella pubblica amministrazione comincia il suo percorso formativo nel seminario di Posillipo.
Dopo l'ordinazione diaconale opera nella parrocchia di san Francesco d'Assisi nel Borgo Ferrovia, ad Avellino. Insegna anche religione cattolica presso l'Istituto Tecnico Commerciale G. Fortunato di Avellino.
Il 9 settembre 1989 è ordinato presbitero dal vescovo Gerardo Pierro (poi arcivescovo).
Sempre a Posillipo consegue il baccellierato in teologia e la licenza di specializzazione in teologia dogmatica. 
Dal 1989 al 1994 è parroco delle parrocchie di Parolise e Salza Irpina. Dal 1991 è docente di teologia dogmatica presso l'Istituto di Scienze Religiose "San Giuseppe Moscati" e docente di cultura religiosa all'Università della Terza Età, ad Avellino. Dal 1995 è vicario parrocchiale della parrocchia santa Maria Assunta nella cattedrale.
Dal 1999 al 2002 è vicario episcopale della forania urbana di Avellino, membro del consiglio presbiterale e dell'Ufficio Catechistico. Dal 2000 al 2005 è vicedirettore della Caritas diocesana. Dal 2005 e fino alla nomina episcopale è vicario generale e moderator curiæ della diocesi di Avellino. Tra gli altri incarichi è assistente dell'Azione Cattolica dei Ragazzi diocesana; consulente ecclesiastico dell'U.C.I.D.; cappellano del tribunale civile di Avellino e assistente ecclesiastico della "Zona Hirpina" dell'AGESCI.  Nel 2013 diviene parroco della cattedrale.
Dal 2009 è cappellano di Sua Santità.

### Ministero episcopale
Il 23 maggio 2015 papa Francesco lo nomina vescovo di Ariano Irpino-Lacedonia; succede a Giovanni D'Alise, precedentemente nominato vescovo di Caserta. Il 31 luglio successivo riceve l'ordinazione episcopale, nel palasport Giacomo Del Mauro ad Avellino, dal vescovo Francesco Marino, co-consacranti l'arcivescovo Adriano Bernardini ed il vescovo Giovanni D'Alise. Il 9 agosto 2015 prende possesso della diocesi nel palazzetto dello sport situato in località Cardito di Ariano Irpino.
È delegato della Conferenza episcopale campana per il settore "Beni culturali e nuova edilizia di culto" ed incaricato per i tribunali ecclesiastici della Regione ecclesiastica Campania.

## Genealogia episcopale
La genealogia episcopale è:
- Cardinale Scipione Rebiba
- Cardinale Giulio Antonio Santori
- Cardinale Girolamo Bernerio, O.P.
- Arcivescovo Galeazzo Sanvitale
- Cardinale Ludovico Ludovisi
- Cardinale Luigi Caetani
- Cardinale Ulderico Carpegna
- Cardinale Paluzzo Paluzzi Altieri degli Albertoni
- Papa Benedetto XIII
- Papa Benedetto XIV
- Papa Clemente XIII
- Cardinale Enrico Benedetto Stuart
- Papa Leone XII
- Cardinale Chiarissimo Falconieri Mellini
- Cardinale Camillo Di Pietro
- Cardinale Mieczysław Halka Ledóchowski
- Cardinale Jan Maurycy Paweł Puzyna de Kosielsko
- Arcivescovo Józef Bilczewski
- Arcivescovo Bolesław Twardowski
- Arcivescovo Eugeniusz Baziak
- Papa Giovanni Paolo II
- Cardinale Crescenzio Sepe
- Vescovo Francesco Marino
- Vescovo Sergio Melillo